# گیچ
گیچ (به لاتین: Giecz) یک روستا در لهستان است که در گمینا دومینووو واقع شده‌است. گیچ ۱۴۰ نفر جمعیت دارد.